# Премия Севинье
Премия Севинье (фр. Prix Sévigné) — французская премия в области литературоведения, учреждённая в 1996 году в ознаменование 300-летия смерти мадам де Севинье, автора самого знаменитого в истории французской литературы эпистолярия. Премия присуждается за публикацию ранее не изданной переписки, независимо от языка, на которым эта переписка велась.
Среди авторов, чьи письма принесли Премию Севинье тем, кто их опубликовал, — философ Жак Маритен, учёный Александр Гумбольдт, писатели Стефан Малларме, Фёдор Достоевский, Октав Мирбо, Август Стриндберг; поэты Джакомо Леопарди, Осип Мандельштам и Артюр Рембо; скульптор Микеланджело; композиторы Ференц Лист, Рихард Вагнер, Эрик Сати и Морис Равель.